# Rokometni klub Maribor Branik
RK Maribor Branik je rokometno moštvo iz Maribora. Trenutno tekmuje v 2. ligi moški državni rokometni ligi.
Domuje v Dvorani Tabor. Glavni trener je dr. Marko Šibila. Od sezone 2011/12 dalje nastopa ekipa v vijolični barvi

## Zgodovina

### Začetki kluba
Zgodovina kluba sega v leto 1925. 21. julija 1925 je skupina športnic 1. SSK MB odigrala prvo uradno tekmo v Ljudskem vrtu. Šlo je za veliki rokomet na velikem travnatem igrišču, v tej tekmi pa so mariborčanke premagale igralke iz Murske Sobote. Leta 1928 so igralke 1. SSK MB postale državne prvakinje.
Moški rokomet se je začel razvijat po 2. svetovni vojni. Leta 1949 je bila prva uradna tekma moške ekipe Poleta v velikem rokometu na igrišču v Ljudskem vrtu. Leta 1950 so odigrali prvo uradno mednarodno tekmo proti rokometašem Uniona iz Gradca.
Leta 1951 se je Polet preimenoval v Branik.

### Ponovno formiranje
Leta 2003 se formira Moško rokometno društvo Maribor Branik, ki se vkluci v Zvezo športnih društev Branik, ki s samim klubom iz preteklosti nima razen imena Branik ničesar skupnega. Skupina sedmih zanesenjakov se odloči, ustanoviti rokometno društvo, zaradi obuditve rokometa kot panoge. Z nastopanjem zacnejo ze v sezoni 2003–04 v 3. DRL (Državna rokometna liga) in zaradi dobrih rezultatov napredue v 2. DRL - VZHOD. V sezoni 2005–06 si pribori uvrstitev v 1. B DRL.
V sezoni 2008–09 ekipa v 1.B DRL na koncu osvoji 2. mesto in si tako zagotovi nastopanje v 1. A DRL. Hkrati osvoji 3. mesto v Pokalu RZS.

## Člansko moštvo v sezoni 2012–13
| - 1 Klemen Krajnc - 4 Renato Vugrinec - 5 Marko Tarabochia - 6 Mate Svalina - 7 Marko Oštir - 8 Nikola Špelić - 10 Tadej Sok - 12 Dejan Kramar - 13 Žiga Lesjak - 14 Miha Pučnik - 16 Gregor Čudić - 21 Ivan Pešić - 22 Aljoša Štefanič - 23 Miha Zarabec - 24 Mario Šoštarić - 27 Blaž Kleč - 39 Aleksander Špende - 44 Rok Šimić |

## Dosežki
Pokal
- Pokal RZS :

Drugouvrščeni (1) : 2009/10
- Superpokal :

Drugouvrščeni (1) : 2010